# Harvard Crimson

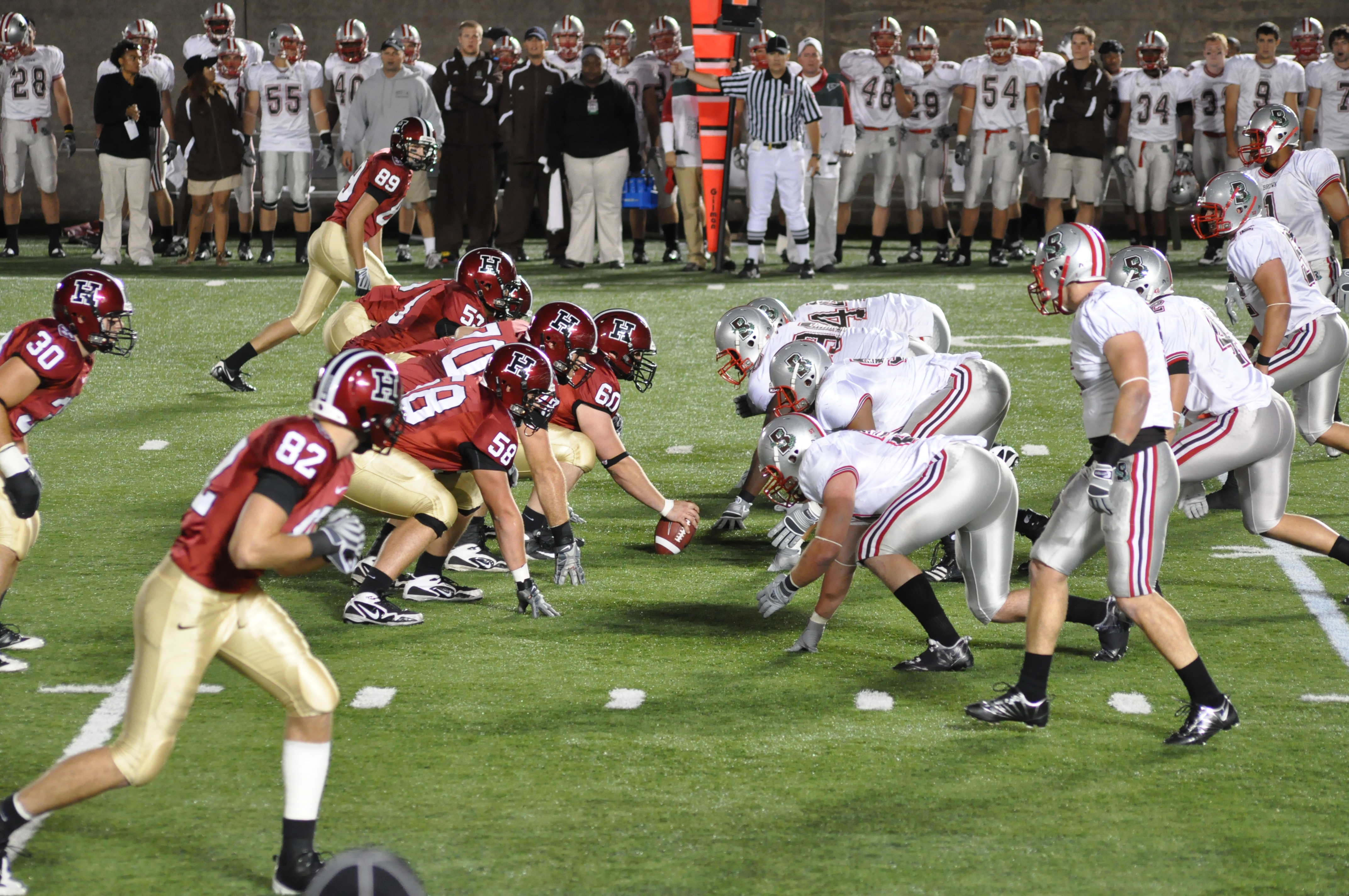
Partido de fútbol americano contra Brown.

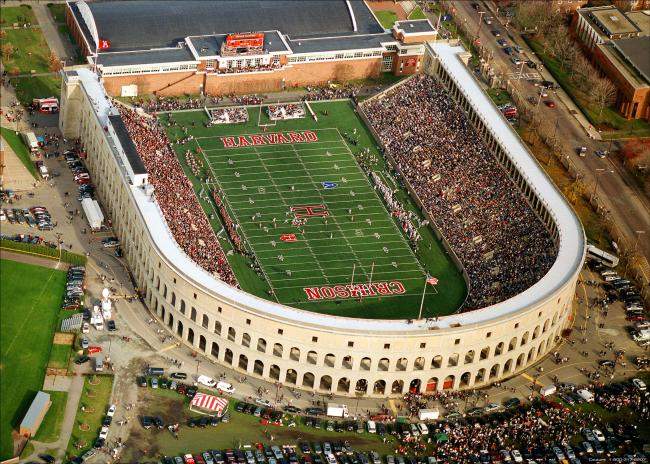
Harvard Stadium.

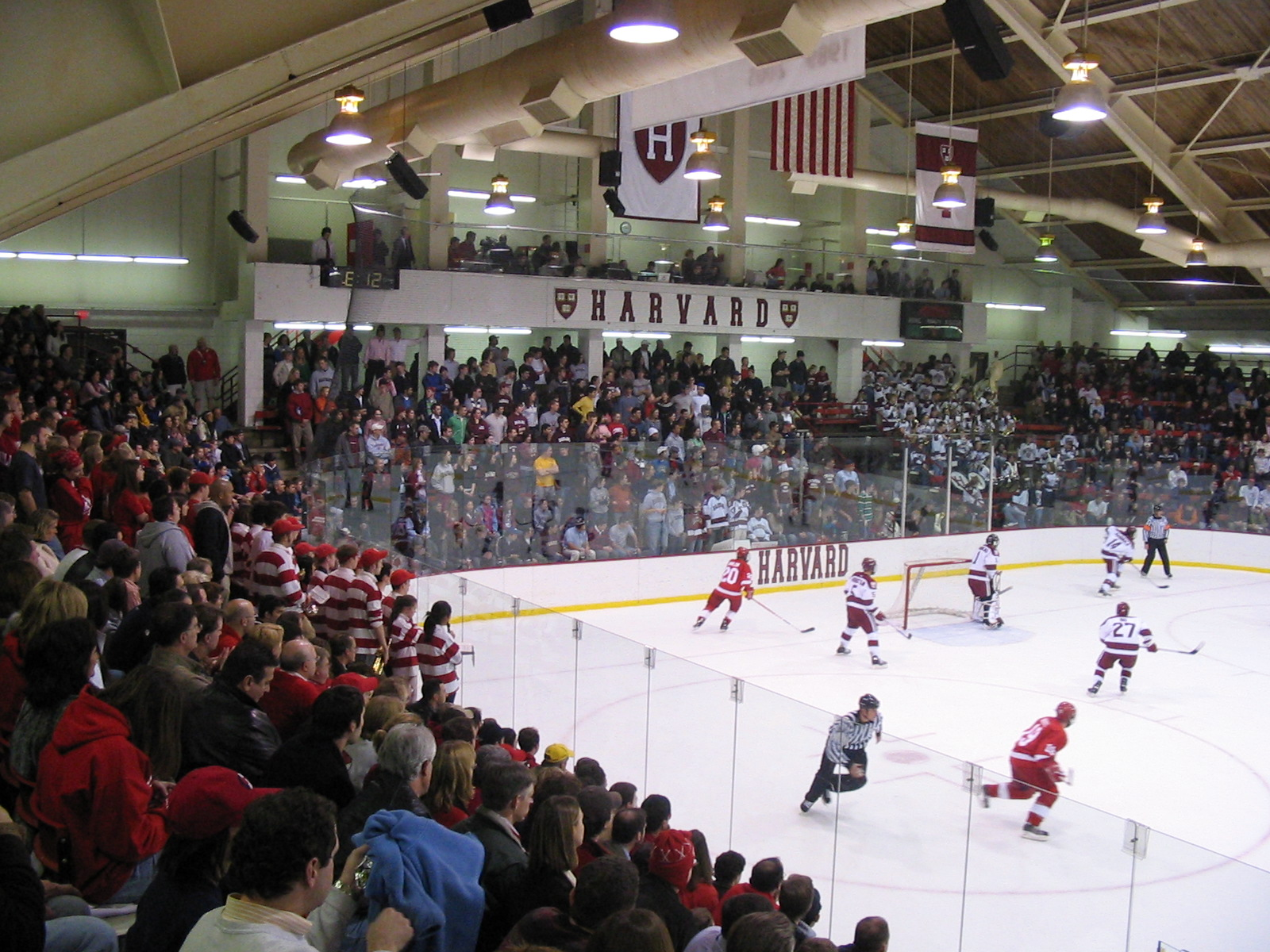
Bright Hockey Center.

Harvard Crimson (español: Carmesí de Harvard) es el nombre de los equipos deportivos de la Universidad Harvard, situada en Cambridge, Massachusetts. Los Crimson participan en las competiciones universitarias organizadas por la NCAA, y forma parte de la Ivy League. Tienen 41 equipos oficiales, más que ninguna otra universidad de los Estados Unidos. No ofrecen becas deportivas.

## Programa deportivo
Los Crimson tienen los siguientes equipos oficiales:
| - Masculino - Fútbol americano - Baloncesto - Béisbol - Esgrima - Golf - Atletismo - Atletismo en pista cubierta - Tenis - Remo - Fútbol - Natación y Saltos - Lucha - Polo - Squash - Lacrosse - Hockey sobre hielo - Vela - Esquí - Waterpolo - Rugby | - Femenino - Baloncesto - Tiro con arco - Lacrosse - Golf - Remo - Fútbol - Natación y Saltos - Tenis - Atletismo - Atletismo en pista cubierta - Voleibol - Hockey sobre hierba - Softball - Equitación - Gimnasia - Polo - Squash - Hockey sobre hielo - Vela - Esquí - Waterpolo |

## Remo
Similar a la regata Oxford-Cambridge que cada año se desarrolla en Inglaterra, la regata Harvard–Yale, que curiosamente también se desarrolla en un río llamado Támesis, en este caso en Connecticut, se celebra desde 1852, y el resultado en la actualidad es de 95 victorias de Harvard por 54 de Yale.

## Fútbol americano
El primer partido de fútbol americano que disputó la Universidad de Harvard se remonta al año 1874, cuando se enfrentó a la Universidad McGill, ganando por 3-0. Tiene diez campeonatos nacionales y ganó el Rose Bowl de 1920.

## Hockey sobre hielo
El éxito más importante de la universidad a nivel deportivo fue la obtención del título de la NCAA de hockey sobre hielo en el año 1989, tras derrotar en la final a la Universidad de Minnesota por 4-3 tras una prórroga. Además, fue finalista en 1983 y 1986. Posee también 8 títulos de conferencia.

## Baloncesto
El jugador más representativo que ha dado los Crimson es el californiano Jeremy Lin.